# Clusiidae
Clusiidae zijn een familie uit de orde van de tweevleugeligen (Diptera), onderorde vliegen (Brachycera). Wereldwijd omvat deze familie zo'n 17 genera en 363 soorten.

## Onderverdeling
De familie is als volgt onderverdeeld:
- Onderfamilie Clusiinae Frey, 1960
  - Geslacht Alloclusia Hendel, 1917
  - Geslacht Amuroclusia Mamaev, 1987
  - Geslacht Apiochaeta Czerny, 1903
  - Geslacht Clusia Haliday, 1838
  - Geslacht Melanoclusia Lonsdale & Marshall, 2008
  - Geslacht Paraclusia 
  - Geslacht Phylloclusia Hendel, 1913
  - Geslacht Tetrameringia McAlpine, 1960

- Onderfamilie Clusiodinae Frey, 1960
  - Geslacht Allometopon Kertesz, 1906
  - Geslacht Clusiodes Coquillett, 1904
  - Geslacht Craspedochaeta Czerny, 1903
  - Geslacht Hendelia Czerny, 1903
  - Geslacht Heteromeringia Czerny, 1903
  - Geslacht Tranomeringia Sakasawa, 1966

- Onderfamilie Sobarocephalinae Lonsdale & Marshall, 2006
  - Geslacht Chaetoclusia Coquillett, 1904
  - Geslacht Procerosoma Lonsdale & Marshall, 2006
  - Geslacht Sobarocephala Czerny, 1903

## In Nederland waargenomen soorten
- Genus: Clusia
  - Clusia flava
- Genus: Clusiodes
  - Clusiodes albimanus
  - Clusiodes caledonicus
  - Clusiodes gentilis
  - Clusiodes geomyzinus
  - Clusiodes ruficollis
  - Clusiodes verticalis